# This Is Me (김종국의 음반)
김종국 나는 마음이 아팠습니다 도와주고 싶어서
고사했다. 노래는노래불어하고싶어요 사랑합니다 같이 있는 못하겠습니다 같이 있습니다

## 수록곡
1. 제자리 걸음 (타이틀곡)
2. 그녀의 남자에게 (사속곡)
3. 슬픈 축하
4. 선물
5. Happiness
6. 사랑스러워 (후속곡)
7. 지우개
8. Dream
9. 토요일 밤
10. 별, 바람, 햇살 그리고 사랑 (삼속곡)
11. One Night
12. 친구에게
13. 바보 같은 나
14. 연습
15. 여전히

## 같이 보기
- 김종국
- 김종국의 네번째 편지